# Michael Meaney
Pour les articles homonymes, voir Meaney.
 (octobre 2017).
Si vous disposez d'ouvrages ou d'articles de référence ou si vous connaissez des sites web de qualité traitant du thème abordé ici, merci de compléter l'article en donnant les références utiles à sa vérifiabilité et en les liant à la section « Notes et références ».
Michael Meaney, né en 1951, est un professeur québécois de psychiatrie.
Il est professeur à l'Université McGill, ainsi que chercheur et directeur adjoint du Centre de recherche de l'Hôpital Douglas.
Il est spécialiste mondial de l'épigénétique et ses répercussions sur l'émergence de diverses maladies, predispositions et troubles du comportement. Globalement, il étudie les interactions mutuelles entre l' épigenôme, l'environnement et le comportement en utilisant des modèles animaux reflétant des situations humaines.

## Honneurs
- 2007 - Chevalier de l'Ordre national du Québec